# Castillo de Gósol
El Castillo de Gósol data del siglo XI y está en la ruta del camino de los buenos hombres (GR-107).
Incluye dentro de su recinto los restos de un núcleo de población, que se conoce como Vila Vella, abandonado en favor del pueblo nuevo al pie del cerro.